# سوپرگرل
سوپرگرل (به انگلیسی: Supergirl) عنوان چندین شخصیت خیالی ابرقهرمان در کتاب‌های کامیک آمریکایی منتشر شده توسط دی‌سی کامیکس است. سوپرگرل به عنوان همتای مؤنث شخصیت نامدار و ابرقهرمان دی‌سی کامیکس، سوپرمن خلق شده‌است. شخصیت سوپرگرل توسط نویسنده اتو بایندر و طراح آلفرد پلاستینو خلق شده‌است؛ که برای اولین بار در شمارهٔ ۲۵۲ از مجموعه کمیک‌های اکشن (مه ۱۹۵۹)، حضور پیدا کرد و بعدها تبدیل به پویانمایی، فیلم سینمایی، مجموعه تلویزیونی و اسباب‌بازی شد.
معرفی شده در سال ۱۹۵۹، چندین شخصیت مختلف عنوان سوپرگرل را در دهه‌های بعدی به یدک کشیدند، که از محبوب‌ترین نسخه و ماندگارترین این شخصیت‌ها، کرا زور-ال دختر عموی سوپرمن است که در داشتن قدرت‌های ابرانسانی و آسیب‌پذیری در برابر مادهٔ خیالی کریپتونایت با او سهیم است. سوپرگرل نقش شخصیت مکمل را در نشریات مختلف کمیک‌های دی‌سی کامیکس از جمله کمیک‌های اکشن، سوپرمن و چندین مجموعه کمیک نامرتبط با سوپرمن ایفا می‌کند. در سال ۱۹۶۹ ماجراهای سوپرگرل تبدیل به سوژهٔ اصلی در مجموعه «کمیک‌های ماجراجویی» شد، و بعدها در مجموعه کتاب کمیک نام‌بخشی که از سال ۱۹۷۲ آغاز شد و تا سال ۱۹۷۴ ادامه داشت حضور پیدا کرد، و به دنبال آن دومین مجموعه کتاب کمیک ماهانه با عنوان ماجراهای شجاعانه جدید سوپرگرل که از سال ۱۹۸۲ تا ۱۹۸۴ منتشر شد.
اما با توجه به تغییر سیاست‌ها در شرکت دی‌سی، سوپرگرل در طی مجموعه محدود سال ۱۹۸۵ با عنوان بحران در زمین‌های بی‌نهایت کشته شد. به دنبال اتمام مجموعه بحران در زمین‌های بی‌نهایت، چندین شخصیت مختلف که هیچ رابطهٔ خانوادگی با سوپرمن نداشتند، به ایفای نقش شخصیت سوپرگرل پرداختند که شامل: ماتریکس، لیندا دنورز و سیر-ال می‌باشند.